# Casa Conejo (Kalifornija)
Casa Conejo je naseljeno područje za statističke svrhe u američkoj saveznoj državi Kalifornija. Prema popisu stanovništva iz 2010. u njemu je živjelo 3,249 stanovnika.